# Emplocia orla
Emplocia orla là một loài bướm đêm trong họ Geometridae.